# Kismegyer megállóhely
Kismegyer megállóhely egy megszűnt Győr-Moson-Sopron vármegyei vasúti megállóhely, melyet a MÁV üzemeltetett Győrújbarát területén.
Győr és Győrújbarát határvonala közelében, de közigazgatásilag ez utóbbi határai között helyezkedett el, a megyeszékhely Kismegyer városrészétől néhány száz méterre délre, a 82-es főút vasúti keresztezése közelében.
A megállóhelyet 1978-ban szüntették meg, épületét a MÁV Szombathelyi Igazgatósága ezt követően lakás céljára értékesítette.

## Vasútvonalak
A megállóhelyet az alábbi vasútvonalak érintették:
- Győr–Veszprém-vasútvonal

## Kapcsolódó állomások
A megállóhelyhez az alábbi állomások vannak a legközelebb:
- Győrszabadhegy vasútállomás (Győr vasútállomás, Győr–Veszprém-vasútvonal)
- Nyúl megállóhely (Veszprém vasútállomás, Győr–Veszprém-vasútvonal)